# Hystrix brachyura
Porc-épic de Malaisie, Porc-épic chinois, Porc-épic himalayen
Espèce
Statut de conservation UICN

 LC  : Préoccupation mineure
Le Porc-épic de Malaisie (Hystrix brachyura) est un porc-épic de la famille des Hystricidae. C'est une espèce asiatique menacée qui est estimée comme étant vulnérable (VU) par l'Union internationale pour la conservation de la nature (UICN).

## Dénominations
- Nom scientifique valide : Hystrix brachyura Linnaeus, 1758[1] ou, avec le sous-genre, Hystrix (Acanthion) brachyura Linnaeus, 1758[2].
- Noms vulgaires (vulgarisation scientifique) ou noms vernaculaires (langage courant) en français : Porc-épic de Malaisie[3], Porc-épic chinois[4] ou Porc-épic himalayen[4]. En anglais Malayan Porcupine ou Himalayan Crestless Porcupine[5].
- Noms vernaculaires : en thai, เม่นใหญ่แผงคอยาว

## Description

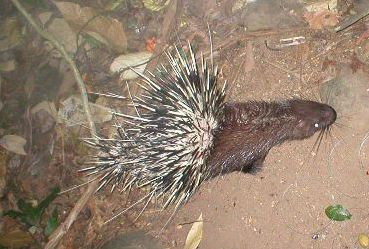
Porc-épic de Malaisie hérissé

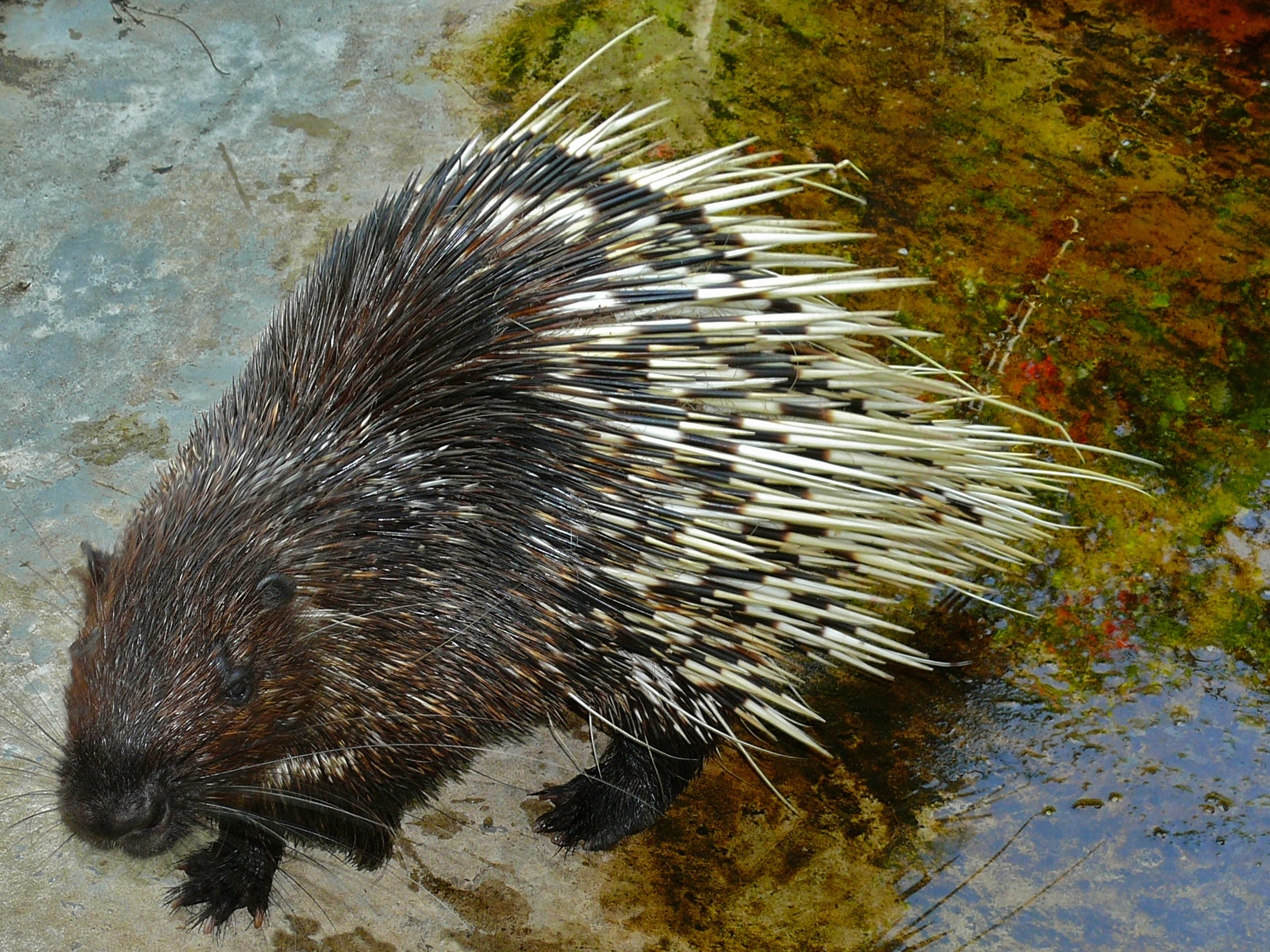
Spécimen captif (Surawak, Malaisie)

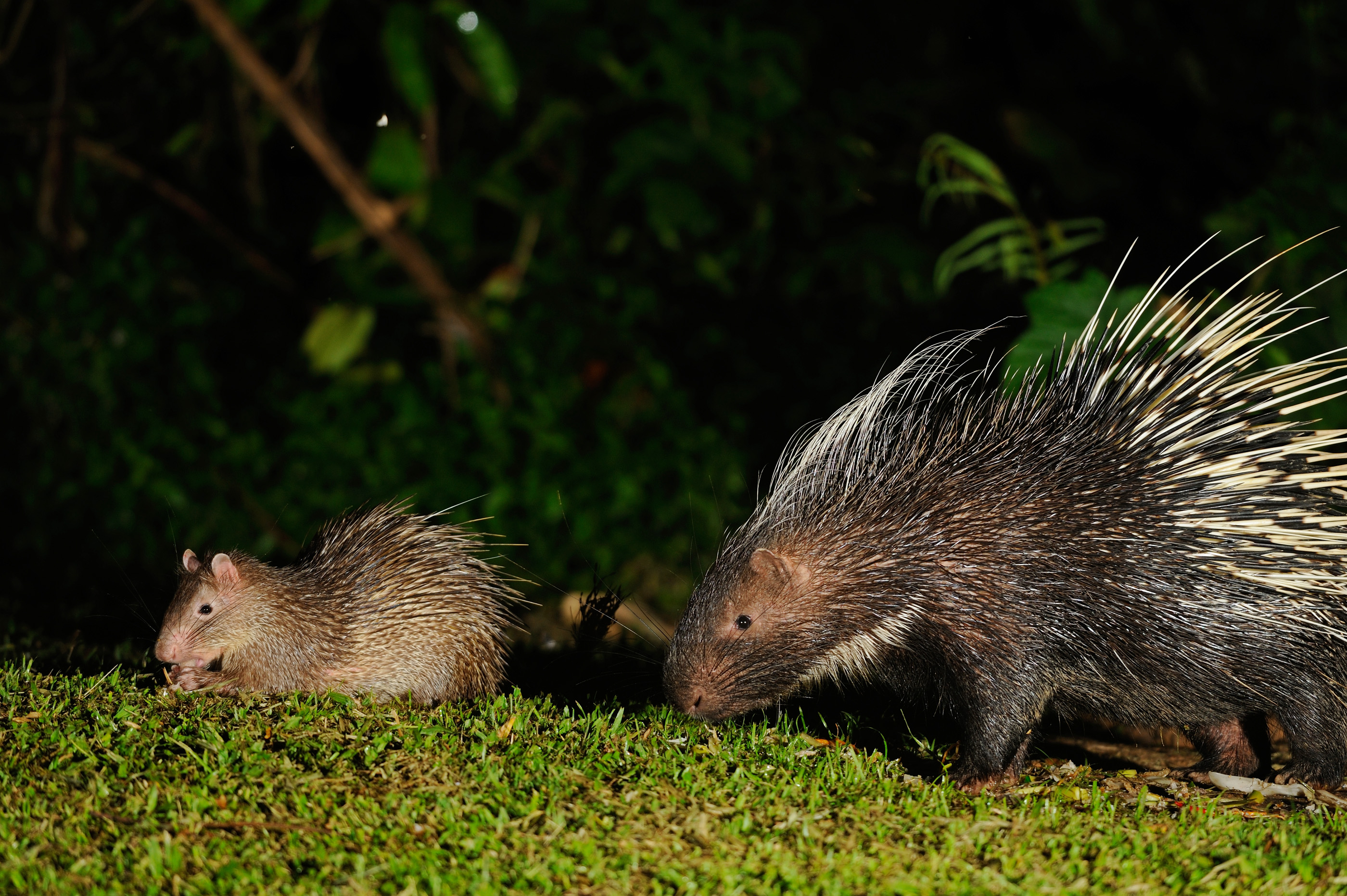
Le porc-épic de Malaisie (à droite) est près de deux fois plus gros que le porc-épic athérure malais (à gauche)

Le porc-épic de Malaisie mesure de 63,5 à 72,5 cm de long (corps et tête) et a une queue de 6,4 à 11,4 cm.
Il pèse 8 kg.

Il a des poils noirs, de courts piquants brun-foncé sur la moitié avant de son corps  et de longs piquants creux noirs et blancs sur la moitié arrière de son corps mesurant jusqu'à 23 cm de longueur. Ses piquants lui servent d'armes défensives. La queue du porc-épic de Malaisie est cachée par ses longs piquants du bas du dos. Les piquants de la queue forment une crécelle. Lorsqu'il secoue la queue, les piquants s'entrechoquent et cliquettent.

### Comportement
C'est un animal terrestre qui vit en groupe familial, dans un terrier creusé dans le sol.

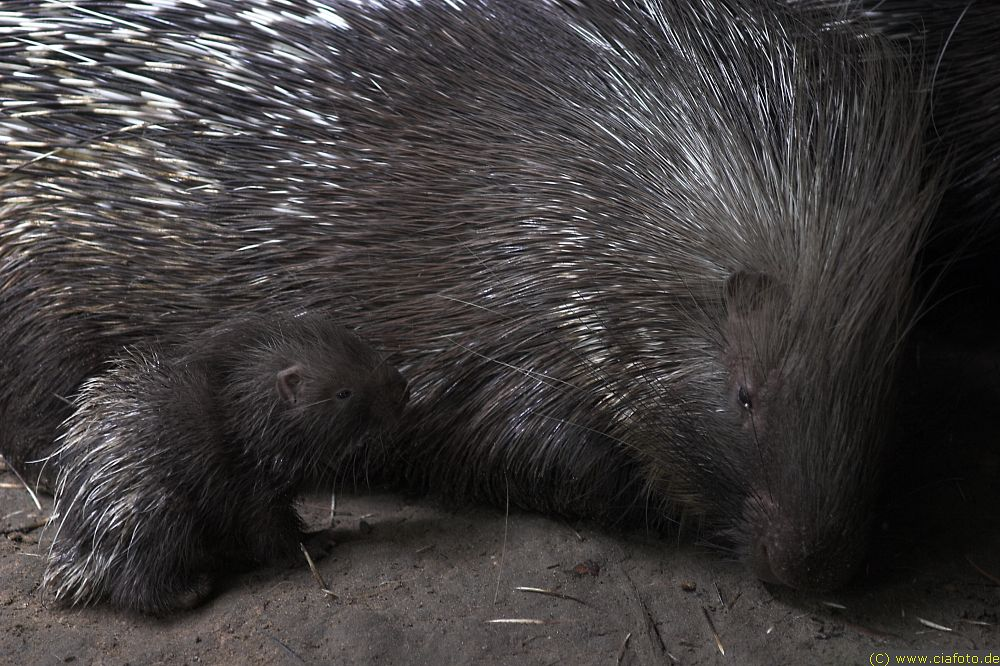
Mère et son petit

Quand on demande comment s'accouplent les porcs-épics, la réponse traditionnelle à cette blague est "avec beaucoup de précaution" mais contrairement à ce que suggère la réponse la position d'accouplement dans la réalité est orthodoxe et classique. La femelle met bas, généralement deux fois par an, après une gestation de 110 jours. Chaque portée comporte deux ou trois petits, qu'elle allaite puisque c'est un mammifère. Au bout de deux semaines les piquants mous des petits commencent à durcir et ils quittent le terrier pour jouer à proximité.

### Alimentation
Le porc-épic de Malaisie est végétarien.
Il mange des racines, des tubercules, des écorces et des fruits tombés au sol.

### Habitat et répartition
On rencontre ce porc-épic dans une large zone du sud-est de l'Asie, en Malaisie, mais aussi au Bangladesh, en Chine, Inde, Indonésie, au Laos, en Birmanie, au Népal, en Thaïlande et au Viêt Nam.

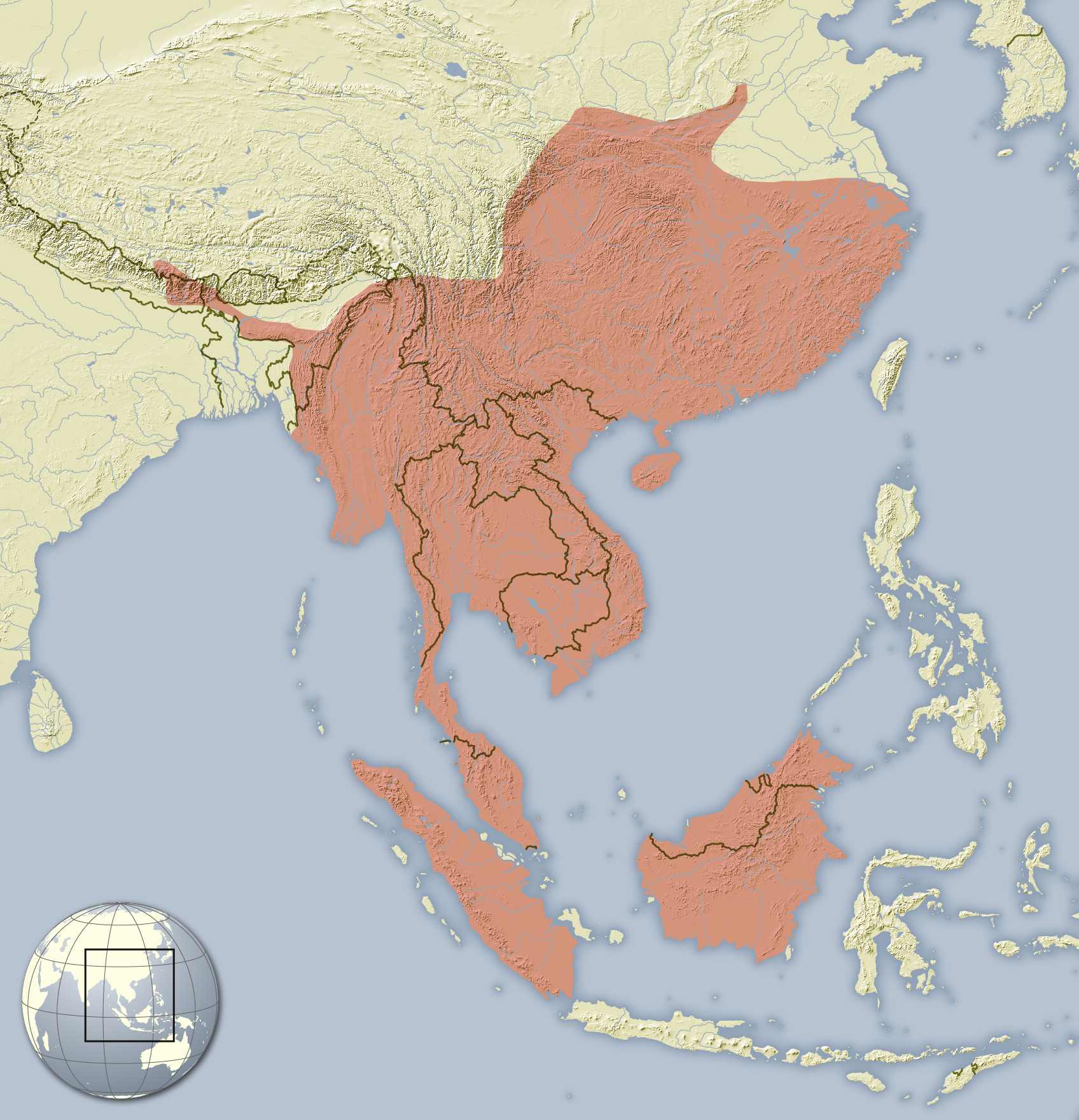
Aire de répartition du porc-épic de Malaisie (ou porc-épic chinois)

Les populations fréquentent les forêts tropicales et subtropicales et leurs abords, mais on les rencontre aussi dans les zones cultivées à condition d'avoir à proximité un terrain rocailleux où trouver un abri ou creuser leur terrier.

## Classification
Cette espèce a été décrite pour la première fois en 1758 par le naturaliste suédois Carl von Linné (1707-1778).
Étymologie : « Hystrix » signifie hérissé, du grec ancien ὕστριξ (hystrix), et « brachyura » veut dire « qui a la queue courte ».
Des auteurs comme Van Weers en 1979, ou Lekagul et McNeely en 1988, classent cette espèce dans le sous-genre Acanthion, ce qui donne comme nom scientifique complet : Hystrix (Acanthion) brachyura Linnaeus, 1758.

### Liste de sous-espèces
Selon Mammal Species of the World (version 3, 2005)  (29 avril 2014)
- sous-genre Hystrix (Acanthion)
  - espèce Hystrix (Acanthion) brachyura
    - sous-espèce Hystrix (Acanthion) brachyura brachyura
    - sous-espèce Hystrix (Acanthion) brachyura bengalensis
    - sous-espèce Hystrix (Acanthion) brachyura hodgsoni
    - sous-espèce Hystrix (Acanthion) brachyura subcristata
    - sous-espèce Hystrix (Acanthion) brachyura yunnanensis